# Yamaguchi Noboru (Yakuza)
Yamaguchi Noboru (jap. 山口 登; * 1902; † 14. Oktober 1942) war der zweite Bandenchef (Kumichō) der heute größten Yakuza-Gruppe Yamaguchi-gumi.

## Leben
1925 löste er seinen Vater Yamaguchi Harukichi als Chef der Yamaguchi-gumi ab. Es gelang ihm, den Einfluss der Organisation in Kōbe zu verfestigen sowie deren Aktivitäten auf Ōsaka auszudehnen. Im Sommer 1940 zog er sich, während eines Aufenthaltes in Tokio, schwere Verletzungen in einer Auseinandersetzung mit anderen Yakuza zu. Sich nie wieder ganz davon erholend, starb er im Oktober 1942. Taoka Kazuo, Yamaguchis Protegé und zu diesem Zeitpunkt im Gefängnis, wurde 1946 der neue Bandenchef der Yamaguchi-gumi.